# La veritat (pel·lícula de 2019)
La veritat (títol original en francès, La Vérité) és una pel·lícula dramàtica francesa del 2019, escrita i dirigida. per Hirokazu Koreeda. És protagonitzada per Catherine Deneuve, Juliette Binoche, Ethan Hawke, Ludivine Sagnier, Clémentine Grenier, Manon Clavel, Alain Libolt, Christian Crahay i Roger Van Hool. És la primera pel·lícula de Koreeda ambientada fora del Japó i no en la seva llengua materna. S'ha subtitulat al català.
La pel·lícula es va estrenar al 76a Mostra Internacional de Cinema de Venècia el 28 d'agost de 2019. Es va estrenar al Japó l'11 d'octubre de 2019, per GAGA Pictures, i a França el 25 de desembre de 2019, per Le Pacte.

## Argument
Fabienne Dangeville és una actriu francesa molt famosa, que fa una entrevista sobre el treball en el seu proper llibre. La seva filla, la guionista Lumir, el gendre l'actor Hank i la seva néta Charlotte arriben per presentar el seu llibre. La Lumir es sorprèn que el llibre ja s'hagi imprès, ja que esperava llegir-lo i d'antuvi aprovar el contingut sobre ella abans de publicar-lo. Fabienne li diu que li va enviar un manuscrit a Nova York (tot i que no és clar si és mentida, o simplement no l'ha lliurat mai). Més tard aquella nit, la Lumir llegeix el llibre de la seva mare i en fa anotacions.
L'endemà, Lumir s'enfronta a Fabienne sobre algunes línies del llibre que descriuen la seva relació amb la seva mare com una fabricació de contes de fades. Fabienne hi era molt poques vegades per Lumir quan era nena. Lumir també pregunta per què no esmenta Sarah cap vegada al seu llibre (Sarah Mondavan, la millor amiga de Fabienne, una actriu consumada per dret propi, a qui Fabienne va trair), Fabienne simplement respon que és el llibre de la seva elecció, que ningú el llegeixi vol saber la veritat, perquè al ser una actriu famosa, els seus fans trobarien la veritat poc interessant. Més tard, Luc, el gerent de Fabienne, li diu a Lumir que Fabienne va acceptar el seu paper actual al cinema només perquè el protagonitza Manon Lenoir, la propera gran actriu que recorda a tothom a Sarah Mondavan. La pel·lícula "Memòries de la meva mare" és una ciència-ficció que tracta temes del temps i l'envelliment.
Lumir va al plató, fent d'assistent de Fabienne, i mira el rodatge de la pel·lícula. La pel·lícula-dins-una-pel·lícula tracta sobre una mare que s'està morint, així que va a viure a l'espai per aturar el seu envelliment i frenar els efectes de la seva malaltia terminal. Torna a la Terra cada set anys per visitar la seva filla, que es fa més gran amb cada visita, mentre que la seva mare segueix sent jove. Fabienne interpreta la filla dels setanta anys. Durant un assaig de lectura del guió, la sala sembla molt impressionada pel talent de la Manon, però Fabienne sembla molesta i amenaçada, creient que Manon està sent pretensiosa per sobreactuar. Més tard, Luc li diu a Fabienne que la Manon li recorda a Sarah Mondavan, mentre que Lumir està d'acord i diu que tenen la mateixa veu ronca.
Enfadat amb Fabienne, Luc li informa que té previst retirar-se i anar a viure amb la família del seu fill. La Fabienne es sorprèn al recordar que Luc tenia tants néts. Lumir li pregunta per què se'n va, i diu que Fabienne no el va esmentar ni una vegada a les seves memòries com si mai hagués existit. Li diu a la Lumir que pot gestionar Fabienne, ja que farien un bon equip. Pierre, pare de Lumir i exmarit de Fabienne, sorprèn a tothom arribant a la casa. Lumir ràpidament conjectura que vol diners, que creu que se'ls mereix perquè Fabienne publiqui un llibre amb ell. Lumir li diu que l'única menció al llibre d'ell és que està mort.
| Catherine Deneuve (esquerra) i Juliette Binoche apareixen juntes en una pel·lícula per primera vegada. |  | Catherine Deneuve (esquerra) i Juliette Binoche apareixen juntes en una pel·lícula per primera vegada. |
| Catherine Deneuve (esquerra) i Juliette Binoche apareixen juntes en una pel·lícula per primera vegada. |  | |

L'actual marit de Fabienne, Jacques, fa el sopar per tota la família, inclòs Pierre. Quan Pierre felicita Hank pels seus èxits d'actuació, Fabienne minimitza la carrera televisiva d'Hank i insulta de manera molt casual la seva habilitat d'actuació mentre ho fa com a simple imitació. Per criticar la seva mare per ferir els sentiments d'en Hank, Lumir explica bruscament com Fabienne va robar el paper premiat a Sarah dormint amb el director, i que el suïcidi de Sarah va ser culpa de Fabienne. Fabienne insisteix que la mort de Sarah va ser un accident, ja que es va ofegar mentre nedava després d'haver begut massa. La Lumir encara troba a faltar la Sarah perquè era amable. Fabienne diu que hauria d'haver estat la filla de Sarah i que preferiria ser una mala mare i una mala amiga i una bona actriu. Molesta per la insensibilitat de la seva mare, la Lumir surt de la taula plorant. Hank, que havia deixat de beure, s'emborratxa amb la seva sogra.
L'endemà, mentre filmava escenes amb la Manon i se sent amenaçada, Fabienne interpreta la diva queixosa en desordenar les seves línies i culpar de distreure's als telèfons mòbils que sonen. Durant una presa posterior, cau, però després en treu una gran actuació. La Fabienne vol que Luc torni, però no sap què fer. La Lumir li diu que es disculpi i la Fabienne diu que mai abans s'havia demanat disculpes a un home, i després li demana que escrigui un guió de disculpes adequat perquè la memoritzi. Més tard, la família sopa amb Luc i la seva família extensa, i Fabienne li diu a Luc que en Lumir vol que torni en comptes de disculpar-se utilitzant el guió que Lumir havia escrit per a ella.
De tornada al plató, Fabienne s'espanta per la joventut i el talent evident de la Manon, i surt del plató dient que deixa d'actuar i que la Manon s'està burlant d'ella. Lumir l'atura, li demana que admeti que la Manon és una millor actriu i que deixi d'anar-se'm sempre. Per orgull, Fabienne torna al plató. Li diu a la Lumir que veu a la Sarah de vegades i creu que seria millor actuant si la Sarah la mirés. Li demana a la seva filla que la miri i acaba les seves escenes a la pel·lícula.
La Lumir felicita la seva mare per la seva actuació, i més tard la Manon també passa per agrair-la i felicitar-la. Fabienne admet que va ser el tipus de coses que hauria fet amb la Sarah, a qui li recorda la Manon. Acaba regalant a Manon el vestit preferit de la Sarah, que li queda perfectament. La Manon li pregunta a Fabienne com era la Sarah, i ella li diu el talent que tenia. Manon diu que la comparació que es fa entre elles és una càrrega. Fabienne pregunta per què no intenta ser la nova Fabienne, i la Manon diu que seria una càrrega massa pesant, i ambdues riuen.
Fabienne admet a Lumir que estava gelosa de Sarah, perquè el fet de robar un simple paper i premi a Sarah no es compara amb el fet que Sarah li hagi robat els afectes de la seva filla. La Lumir li pregunta per què això no estava al seu llibre, i Fabienne diu que potser ho inclourà a la segona edició. La Lumir abraça la seva mare, plora i li diu que realment ha de tenir poders màgics perquè està a punt de perdonar-la. De sobte, Fabienne s'enfada perquè hauria d'haver interpretat l'escena amb la Manon així i pensa que era un malbaratament no utilitzar aquestes emocions en escena.
Charlotte va a la Fabienne i li diu que el seu gran desig és convertir-se en actriu algun dia. Fabienne diu que la seva màgia és innecessària perquè això es manifesti, ja que és la seva néta. Li diu a Fabienne que vol que vagi a una nau espacial perquè ella també pugui deixar d'envellir, així que pot veure-la créixer fins a convertir-se en actriu, cosa que commou Fabienne. Llavors Charlotte torna amb Lumir, i es revela que és una línia que Lumir va escriure per a ella per complaure a la seva àvia. Charlotte pregunta si, per tant, el sentiment és real o no. En Lumir, sorpresa i incapaç de respondre, simplement somriu amb inquietud.
Luc torna a la feina, on Fabienne fa que Charlotte li regali la seva medalla casolana com a disculpa silenciosa. Ella li demana que tingui programada una nova filmació de "Memòries de la meva mare", ja que creu que pot actuar millor l'escena ara. En Lumir li pregunta a Luc si realment tenia la intenció de marxar, però ell no ho diu. La família marxa junts mentre Fabienne, d'humor exaltat, constata que li encanta els hiverns parisencs.

## Repartiment
- Catherine Deneuve - Fabienne Dangeville
- Juliette Binoche - Lumir, filla de Fabienne
- Ethan Hawke - Hank, marit de Lumir
- Ludivine Sagnier - Amy
- Clémentine Grenier - Charlotte
- Manon Clavel - Manon
- Alain Libolt - Luc Garbois
- Christian Crahay - Jacques
- Roger Van Hool - Pierre
- Laurent Capelluto - Periodista
- Maya Sansa
- Jackie Berroyer - El xef

## Producció
El juliol de 2018, es va anunciar que Catherine Deneuve, Juliette Binoche i Ethan Hawke s'unirien al repartiment de la pel·lícula. És la primera pel·lícula de Koreeda ambientada fora del Japó i no en la seva llengua materna.
La producció va començar l'octubre de 2018. Éric Gautier va actuar com a director de fotografia de la pel·lícula.

## Estrena i recepció
El gener de 2019, IFC Films i Curzon Artificial Eye van adquirir els drets de distribució de la pel·lícula als Estats Units i el Regne Unit. La pel·lícula es va estrenar a la Mostra Internacional de Cinema de Venècia el 28 d'agost de 2019. També es va projectar al Festival Internacional de Cinema de Toronto el 9 de setembre de 2019.
Estava previst que s'estrenés als Estats Units i al Regne Unit el 20 de març de 2020. Tanmateix, es va retirar de la programació a causa de la pandèmia de COVID-19.

### Resposta crítica
A l'agregador de ressenyes Rotten Tomatoes, la pel·lícula té una puntuació d'aprovació del 88 % basada en 166 ressenyes, amb una valoració mitjana de 7.2/10. El consens dels crítics del lloc web diu: "La veritat pot ser que no sigui el millor treball d'Hirokazu Koreeda, però troba que l'escriptor-director revisita temes coneguts amb un toc típicament sensible." Metacritic va assignar a la pel·lícula una puntuació mitjana ponderada de 71 sobre 100, basada en 13 crítiques, indicant "crítiques generalment favorables".